# Großsteingräber bei Lohne
Die Großsteingräber bei Lohne (auch Großsteingräber bei Schepsdorf-Lohne, Scheppsteine oder Schloopsteine genannt) waren drei megalithische Grabanlagen der jungsteinzeitlichen Trichterbecherkultur bei Lohne, einem Ortsteil von Wietmarschen im Landkreis Grafschaft Bentheim (Niedersachsen). Sie wurden im 19. Jahrhundert zerstört.

## Lage
Die Gräber befanden sich am Weg von Lingen nach Wietmarschen östlich der Lohner Mühle in einem Tal. Lohne war bis 1974 Teil der Gemeinde Schepsdorf-Lohne, bei Ernst Sprockhoff werden die Anlagen deshalb unter diesem Ortsnamen geführt.

## Beschreibung
Die drei Gräber lagen in einer ost-westlich verlaufenden Reihe jeweils etwa 50 Schritt (ca. 40 m) voneinander entfernt. Nach Johann Karl Wächter waren die meisten Decksteine bereits einige Jahre vor 1840 gesprengt worden. In den folgenden Jahren wurden auch die restlichen Steine entfernt und im Ort als Baumaterial verwendet. Über Ausrichtung, Maße und Grabtyp der Anlagen liegen keine näheren Angaben vor.